# Larinia kampala
Larinia kampala là một loài nhện trong họ Araneidae.
Loài này thuộc chi Larinia. Larinia kampala được Manfred Grasshoff miêu tả năm 1971.